# Мечеть Каракожа
Мечеть Каракожа (Кара Ходжа) (каз. Қарақожа мешіті) — мечеть, расположенная неподалёку от села Ойык Таласского района Жамбылской области Казахстана, памятник архитектуры Казахстана начала XX века. Авторы постройки неизвестны.

## Архитектура
Мечеть построена в стиле средневековой архитектуры Бухары и Самарканда. Здание выложено из обожжённого кирпича нескольких типовых размеров на ганчевом растворе. Конфигурация в плане приближена к квадрату со сторонами 16,5×16,5 м.
Основу столпно-купольной мечети составляет конструктивная ячейка — сфероконический купол, возведённый на четырёх сквозных стрельчатых арках посредством щитовидных парусов. Перекрытие осуществлено девятью куполами, один из которых в михрабной зоне приподнят на барабане.
Нарочито не отштукатуренные щитовидные паруса являются одним из элементов, характеризующих тектонику данного сооружения. В оформлении тимпанов этих стен, где расположен главный элемент мечети — михрабная ниша, использованы традиционные среднеазиатские приёмы декорирования.
В 1984 году институтом Казпроектреставрация был выполнен проект реставрации мечети.

## Статус памятника
Здание мечети обследовалось несколькими экспедициями: в 1945 году — под руководством Г. Б. Искакова, в 1949 — Л. И. Ремпеля и Г. И. Пацевича, в 1979 — Т. К. Куандыкова и Ж. А. Шайкенова. В 1982 году мечеть Каракожа была включена в список памятников истории и культуры Казахской ССР республиканского значения и взят под охрану государства.